# Adriana Tanus

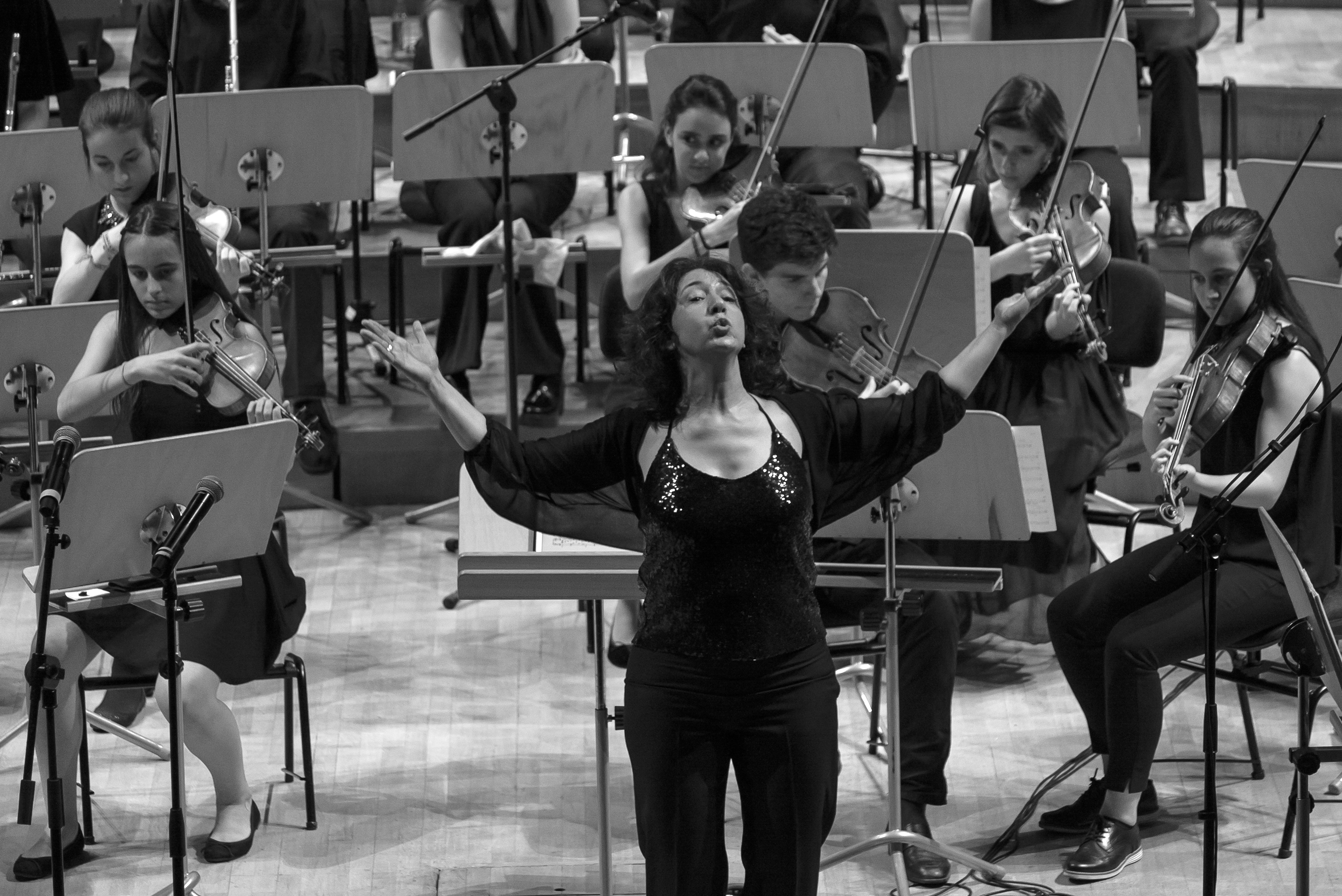
Adriana Tanus en el Auditorio Nacional de Música (2018), Madrid, España.

Adriana Tanus (Buenos Aires, Argentina, 1969) es una violonchelista, directora de orquesta y pedagoga musical.

## Formación
Adriana Tanus inició su formación musical en los conservatorios de Madrid, París y Zaragoza, donde se especializó en violonchelo obteniendo el Título Superior por el Conservatorio Superior de Música de Aragón. Posteriormente, obtuvo la licenciatura en Dirección de Orquesta por el Associated Board of the Royal Schools of Music. A lo largo de su trayectoria profesional, ha dirigido orquestas y coros en diversos escenarios internacionales y ha fundado iniciativas que promueven la educación musical y la multiculturalidad.

## Trayectoria profesional
Adriana Tanus es fundadora y directora de la Orquesta Juvenil Europea de Madrid, una agrupación que nace en el año 2005 como un taller de música y se convierte en 2013 en una orquesta sinfónica. Es también la directora y fundadora del Orchestre et Choeur des Lycées Français du Monde. Esta agrupación reune cada año una orquesta y un coro compuestos por alumnos de todos los liceos franceses del mundo entre los 12 y lo 17 años, y que a lo largo de su existencia se ha reunido en París, Hanoi, Viena y Bruselas.
Es además profesora de música en el Liceo Francés de Madrid.
Su repertorio incluye obras como la Novena y la Séptima sinfonías de Beethoven, el Réquiem de Mozart, la cantata The Black Knight de Elgar, el Schicksalslied de Brahms o la Segunda Sinfonía de Mahler, en las cuales la presencia del coro es un elemento esencial.
Ha dirigido en Francia (Auditorio de la Casa de la Radio, en París), Austria (Auditorio de la ORF), Bélgica (Auditorio del Palacio de Bellas Artes y Conservatorio Real de Bruselas, Argentina, Ecuador, Polonia y Vietnam, además de en el Auditorio Nacional o el Teatro Monumental, y en colaboración con la Comisión Europea dirige todos los años del Concierto del Día de Europa en Madrid.

## Compromiso pedagógico y social
Adriana Tanus utiliza la música como herramienta para promover la integración y el respeto por las diferencias. Convencida de que un coro es el reflejo de una sociedad ha fundado también el Coro del Distrito de Salamanca y lidera proyectos educativos y multiculturales, reuniendo a jóvenes músicos de diversas procedencias en encuentros internacionales.
Una de sus señas de identidad es involucrar al público en sus conciertos, invitándolos a cantar al final de las presentaciones.
Es miembro habitual del jurado de los premios Intercentros Melómano, creados por la Fundación Orfeo, cuyo objetivo es potenciar el conocimiento y la popularización de la música clásica en España, con singular atención a los jóvenes músicos.

## Reconocimientos
Entre las menciones recibidas a lo largo de su carrera, destacan: 
- Chevalier de l’Ordre des Palmes Académiques, otorgado por el Gobierno de Francia en 2016, en reconocimiento a su contribución a la educación y la cultura.
- Declarada Huésped de Honor por el Ayuntamiento de Armstrong, Argentina, en 2017.[5]

## Grabaciones destacadas
Entre sus presentaciones recientes, destacan las grabaciones realizadas por RTVE, donde dirigió obras de Beethoven, Mozart y Brahms. Estas interpretaciones están disponibles en RTVE Play, la web de la emisora pública española.

## Estilo
Adriana Tanus es conocida por su atención al detalle y su capacidad para conectar con músicos y audiencias. Su trabajo combina excelencia artística con una profunda pasión por la enseñanza, pero también por el entendimiento y la creación de espacios de colaboración y empatía, donde la competición musical no tiene su lugar.